# Novlene Williams-Mills
Pour les articles homonymes, voir Williams et Mills.
Novlene Williams-Mills (née le 26 avril 1982 à Saint Ann) est une athlète jamaïcaine spécialiste du 400 mètres.

## Biographie
Avec le relais 4 x 400 m, Novlene Williams-Mills remporte la médaille de bronze des Jeux olympiques d'Athènes en 2004. Aux championnats du monde de 2005 à Helsinki, elle a remporté une médaille d'argent avec Shericka Williams, Ronetta Smith et Lorraine Fenton. 
Aux jeux du Commonwealth en 2006, elle remportait le bronze sur 400 m. Elle porte cette même année à Shanghai à 49 s 63. En 2007, peu avant les Championnats du monde d'Osaka, Williams-Mills doit faire face à un drame : son entraîneur Tom Jones décède brutalement. Malgré cela, elle parvient à remporter le bronze sur le 400 m (49 s 66) et l'argent sur le relais 4 x 400 m (3 min 19 s 73). Elle clôt sa saison par une seconde place lors de la finale mondiale de Stuttgart.
Aux Jeux olympiques de Pékin en 2008, Williams-Mills est éliminée en demi-finale du 400 m. Avec le relais, elle décroche une nouvelle médaille de bronze. L'année suivante, elle échoue au pied du podium des Championnats du monde de Berlin mais remporte à nouveau une médaille d'argent avec le relais 4 x 400 m.
En 2011, Novlene Williams-Mills remporte la médaille d'argent du relais 4 × 400 m des Championnats du monde de Daegu en compagnie de ses compatriotes Rosemarie Whyte, Davita Prendergast et Shericka Williams. L'équipe jamaïcaine, qui s'incline face aux États-Unis, établit un nouveau record national de la discipline en 3 min 18 s 71. Elle termine par ailleurs à la dernière place de la finale du 400 m.
Le 25 juin 2012, Novlene Williams-Mills apprend qu'elle a un cancer du sein. Trois jours après les JO où elle a malgré tout terminé cinquième du 400 m et remporté le bronze du relais, l'athlète est opérée et décide de procéder à une mastectomie. Le 23 juin 2013, Williams-Mills remporte son septième titre national sur le 400 m avec une qualification pour les Mondiaux de Moscou. Lors de ces mondiaux, elle termine huitième de la finale du 400 m en 51 s 49.
En 2014 lors de la première édition des Relais mondiaux de l'IAAF, elle remporte pour la sixième fois de sa carrière la médaille d'argent du relais 4 x 400 m. Plus tard lors des Jeux du Commonwealth, elle remporte l'argent de son épreuve individuelle puis est titré sur le relais. Elle remporte par ailleurs le trophée de la Ligue de diamant en fin de saison.
La saison 2015 commence par les relais mondiaux de l'IAAF où en 3 min 22 s 49, la Jamaïque s'incline face aux Américaines. En août suivant, Novlene Williams-Mills se qualifie pour sa cinquième finale mondiale consécutive sur 400 m où elle se classe sixième en 50 s 47. Puis, avec le relais, elle décroche (enfin!) le titre mondial en devançant sur la ligne l'équipe des États-Unis.
Le 20 mai 2017, elle s'impose au Jamaica International Invitational en 50 s 54. Elle termine 8e de la finale des Championnats du monde de Londres en 51 s 48.

## Dopage
À la suite du scandale de dopage concernant la Russie, 454 échantillons des Jeux olympiques de Pékin en 2008 ont été retestés en 2016 et 31 se sont avérés positifs dont Anastasiya Kapachinskaya et Tatyana Firova, médaillées d'argent du relais 4 x 400 m. Par conséquent, Williams et ses coéquipières pourraient se voir attribuer la médaille d'argent de ces Jeux si l'échantillon B (qui sera analysé en juin) se révèle également positif.

## Vie privée
Le premier entraîneur de Novlene Williams-Mills, qui l'a entrainé dès l'âge de 10 ans, Tom Jones, est décédé en 2007. Elle a également une sœur, malheureusement décédée en 2010.

## Palmarès
| Date | Compétition                    | Lieu             | Résultat | Épreuve   | Temps         |
| ---- | ------------------------------ | ---------------- | -------- | --------- | ------------- |
| 2003 | Jeux panaméricains             | Saint-Domingue   | 6e       | 400 m     | 52 s 83       |
| 2003 | Jeux panaméricains             | Saint-Domingue   | 2e       | 4 × 400 m | 3 min 27 s 34 |
| 2004 | Jeux olympiques                | Athènes          | 3e       | 4 × 400 m | 3 min 22 s 00 |
| 2005 | Championnats du monde          | Helsinki         | 2e       | 4 × 400 m | 3 min 23 s 29 |
| 2006 | Championnats du monde en salle | Moscou           | 5e       | 400 m     | 51 s 82       |
| 2006 | Jeux du Commonwealth           | Melbourne        | 3e       | 400 m     | 51 s 12       |
| 2006 | Jeux du Commonwealth           | Melbourne        | 4e       | 4 × 400 m | 3 min 34 s 91 |
| 2006 | Finale mondiale                | Stuttgart        | 2e       | 400 m     | 50 s 36       |
| 2006 | Coupe du monde des nations     | Athènes          | 3e       | 400 m     | 50 s 24       |
| 2006 | Coupe du monde des nations     | Athènes          | 1re      | 4 × 400 m | 3 min 19 s 84 |
| 2007 | Championnats du monde          | Osaka            | 3e       | 400 m     | 49 s 66       |
| 2007 | Championnats du monde          | Osaka            | 2e       | 4 × 400 m | 3 min 19 s 73 |
| 2007 | Finale mondiale                | Stuttgart        | 2e       | 400 m     | 50 s 12       |
| 2008 | Jeux olympiques                | Pékin            | 2e       | 4 × 400 m | 3 min 20 s 40 |
| 2008 | Finale mondiale                | Stuttgart        | 3e       | 400 m     | 51 s 30       |
| 2009 | Championnats du monde          | Berlin           | 4e       | 400 m     | 49 s 77       |
| 2009 | Championnats du monde          | Berlin           | 2e       | 4 × 400 m | 3 min 21 s 15 |
| 2009 | Finale mondiale                | Thessalonique    | 2e       | 400 m     | 50 s 34       |
| 2011 | Championnats du monde          | Daegu            | 7e       | 400 m     | 52 s 89       |
| 2011 | Championnats du monde          | Daegu            | 2e       | 4 × 400 m | 3 min 18 s 71 |
| 2011 | Ligue de diamant               | Ligue de diamant | 2e       | 400 m     | détails       |
| 2012 | Jeux olympiques                | Londres          | 5e       | 400 m     | 50 s 11       |
| 2012 | Jeux olympiques                | Londres          | 2e       | 4 × 400 m | 3 min 20 s 95 |
| 2013 | Championnats du monde          | Moscou           | 7e       | 400 m     | 51 s 49       |
| 2013 | Ligue de diamant               | Ligue de diamant | 5e       | 400 m     | détails       |
| 2014 | Relais mondiaux de l'IAAF      | Nassau           | 2e       | 4 × 400 m | 3 min 23 s 26 |
| 2014 | Jeux du Commonwealth           | Glasgow          | 2e       | 400 m     | 50 s 86       |
| 2014 | Jeux du Commonwealth           | Glasgow          | 1re      | 4 × 400 m | 3 min 23 s 82 |
| 2014 | Coupe continentale             | Marrakech        | 2e       | 400 m     | 50 s 08       |
| 2014 | Coupe continentale             | Marrakech        | 1re      | 4 × 400 m | 3 min 20 s 93 |
| 2014 | Ligue de diamant               | Ligue de diamant | 1re      | 400 m     | détails       |
| 2015 | Relais mondiaux de l'IAAF      | Nassau           | 2e       | 4 × 400 m | 3 min 22 s 49 |
| 2015 | Championnats du monde          | Pékin            | 6e       | 400 m     | 50 s 47       |
| 2015 | Championnats du monde          | Pékin            | 1re      | 4 × 400 m | 3 min 19 s 13 |
| 2016 | Jeux olympiques                | Rio de Janeiro   | 2e       | 4 × 400 m | 3 min 20 s 34 |
| 2017 | Championnats du monde          | Londres          | 7e       | 400 m     | 51 s 48       |
| 2017 | Ligue de diamant               | Ligue de diamant | 6e       | 400 m     | 51 s 27       |

## Records
| Épreuve | Épreuve   | Performance | Lieu    | Date              |
| ------- | --------- | ----------- | ------- | ----------------- |
| 400 m   | Plein air | 49 s 63     | Shangaï | 23 septembre 2006 |
| 400 m   | Salle     | 51 s 25     | Moscou  | 11 mars 2006      |